# Оксипорус червоний
Оксипорус червоний (Oxyporus rufus) — вид жуків родини жуків-хижаків (Staphylinidae).

## Поширення
Жуки широко поширені в Європі. Часто зустрічаються в лісах на шапинкових грибах.

## Опис
Жук виростає до 20 мм. Тіло масивне і широке, забарвлене в чорний і помаранчевий колір. Великі ятаганоподібні нижні щелепи не опускаються назад близько до решти голови. Голова, задній край надкрил і верхівка черевця чорні. Груди, видимі сегменти черевця і перша половина дуже коротких надкрил помаранчеві. Антена також помаранчева, останні 7 сегментів товщі та коротші, утворюючи легку булаву. Ніжки жовті і мають чорну основу гомілки.

## Спосіб життя
Жуки полюють на личинки комах у грибах. Тварини також можуть споживати грибні волокна. При загрозі тварини витягують живіт вперед і розсовують щелепи, щоб залякати ворога. Личинки живуть в грибах. Харчуються виключно волокнами грибів. Личинка линяє тричі, потім тварини перетворюються на лялечку. З лялечки виходить готовий жук.